# 新井駅 (兵庫県)
新井駅（にいえき）は、兵庫県朝来市新井字中川原にある、西日本旅客鉄道（JR西日本）播但線の駅である。
以前は隣駅の生野駅と並んで急行「但馬」の停車駅であったが、廃止後は優等列車通過駅となった。また、えちごトキめき鉄道妙高はねうまラインにある「新井（あらい）駅」が信越本線に属していた時にはこれと区別するため、当駅発着乗車券には「（播）新井」と表記していた。

## 歴史
- 1901年（明治34年）8月29日：播但鉄道生野駅 - 当駅間延伸時に終着駅として開設[1]。旅客・貨物取扱開始[2]。
- 1903年（明治36年）6月1日：播但鉄道が山陽鉄道に営業譲渡。山陽鉄道の駅となる。
- 1906年（明治39年）
  - 4月1日：山陽鉄道当駅 - 和田山駅間延伸。
  - 12月1日：山陽鉄道国有化、国鉄の駅となる[2]。
- 1909年（明治42年）10月12日：線路名称制定、播但線所属となる。
- 1980年（昭和55年）4月1日：車扱貨物取扱廃止[2]。有蓋車用貨物ホームが設置されていた。
- 1983年（昭和58年）4月4日：荷物扱い廃止[2]、無人駅化[3]。
- 1987年（昭和62年）4月1日：国鉄分割民営化に伴い、JR西日本の駅となる[2]。
- 2022年（令和4年）
  - 6月1日：管理駅が福崎駅から豊岡駅に変更。
  - 10月1日：組織改正に伴い、近畿統括本部福知山管理部管轄となる。

## 駅構造
相対式ホーム2面2線を有する列車交換可能な地上駅。木造駅舎を備える。駅舎は和田山方面行ホーム側にあり、反対側の寺前方面行きホームへは跨線橋で連絡している。豊岡駅管理の簡易委託駅。窓口が設置されているが、早朝と夕方以降は無人となる。なお、当駅では、2019年7月現在ICOCA等のICカード乗車券への対応予定は無い。以前は2面3線を有していたが、1線は撤去された。
駅舎と1番のりばの上屋には「明治34年8月」表記の建物財産標が付けられている。2000年当時、山陽鉄道の社紋の入った瓦が駅舎に使われていた。当初は単純な切妻屋根だったが、1937年（昭和12年）の改修で現在の姿となった。以前はこの駅でのワンマン列車乗降方式は有人駅扱いで、改札口で乗車券や運賃を手渡す形式であったが、現在は車内の料金箱に投入する形式であるため、必ず前ドアから下車しなくてはならない。

### のりば
| のりば | 路線   | 方向 | 行先           |
| ------ | ------ | ---- | -------------- |
| 1      | 播但線 | 下り | 和田山方面     |
| 2      | 播但線 | 上り | 寺前・姫路方面 |

- 1・2番線共に、普通列車が1 - 2時間に1本発車する。

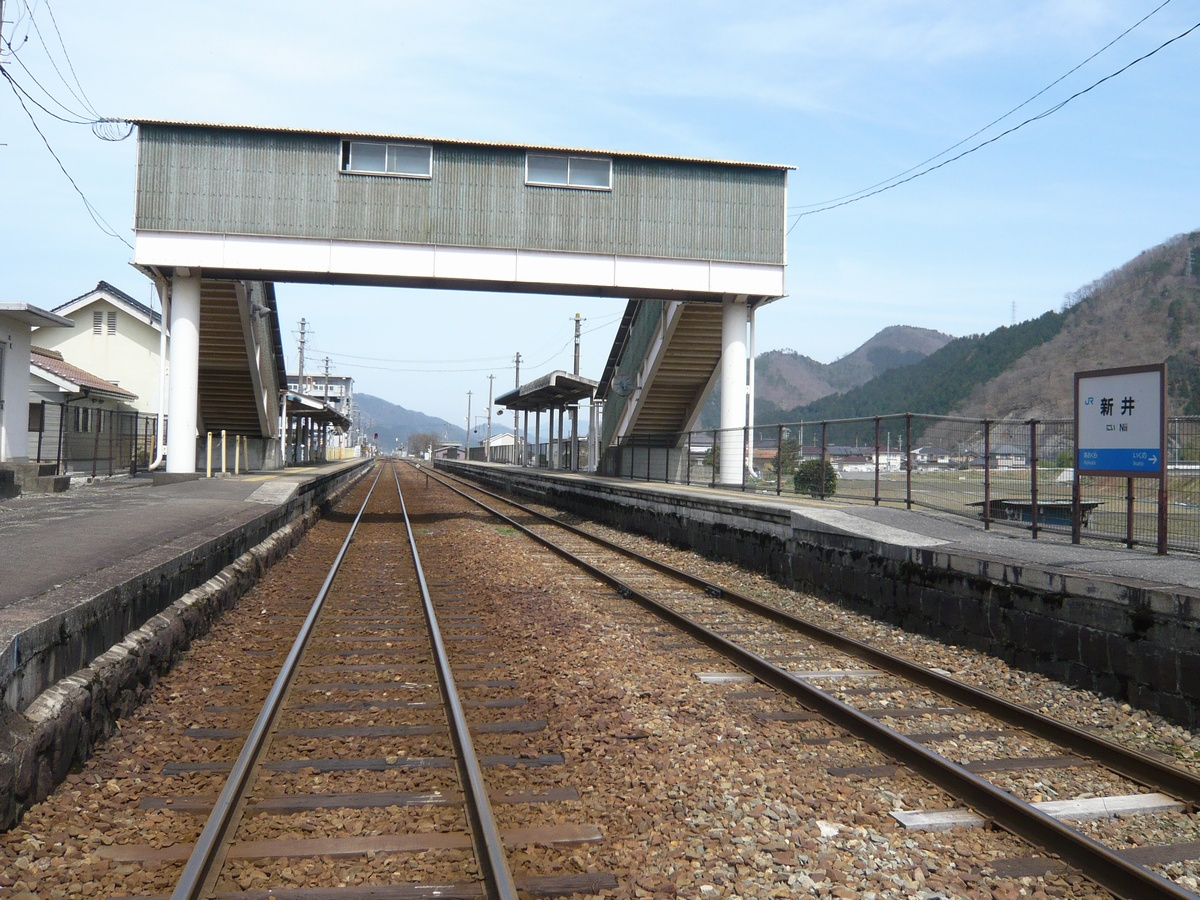
ホーム（生野側より望む）
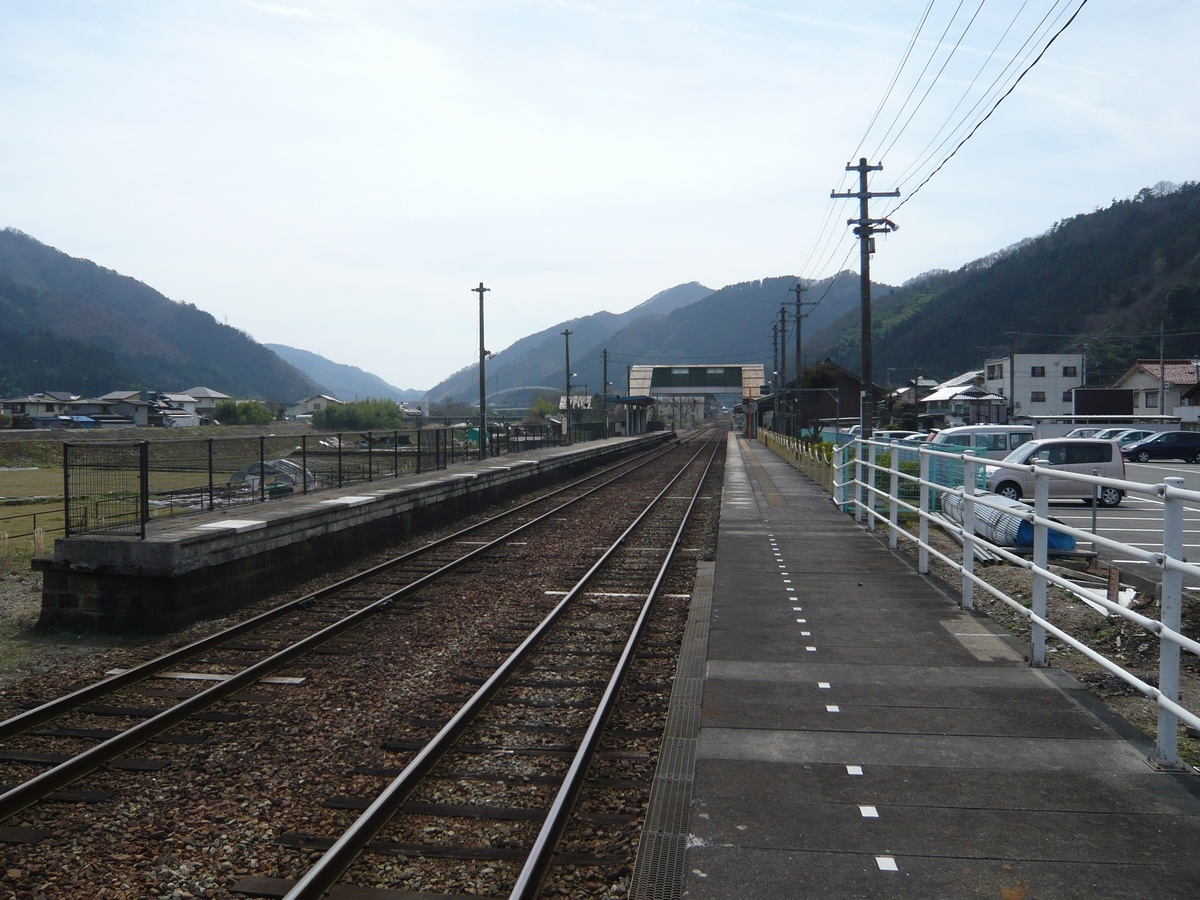
ホーム（青倉側より望む）

## 利用状況
近年の1日平均乗車人員の推移は以下の通り。
| 年度   | 1日平均 乗車人員 |
| ------ | ---------------- |
| 1999年 | 258              |
| 2000年 | 237              |
| 2001年 | 222              |
| 2002年 | 229              |
| 2003年 | 215              |
| 2004年 | 215              |
| 2005年 | 213              |
| 2006年 | 213              |
| 2007年 | 205              |
| 2008年 | 190              |
| 2009年 | 176              |
| 2010年 | 169              |
| 2011年 | 145              |
| 2012年 | 143              |
| 2013年 | 139              |
| 2014年 | 131              |
| 2015年 | 138              |
| 2016年 | 132              |
| 2019年 | 120              |
| 2020年 | 98               |
| 2021年 | 94               |

## 駅周辺
1957年（昭和32年）までは神子畑選鉱所との間に鉱山鉄道が引かれていた。選鉱所跡は史跡公園に整備されている。
- 朝来市役所朝来支所[1]
- 国道312号
- 国道429号
- 道の駅フレッシュあさご（Asago）（当駅から全但バス伊由市場経由和田山病院行に乗車、「道の駅あさご」バス停下車、またはタクシー利用）
- あさご芸術の森（タクシーで10分）
  - あさご芸術の森美術館[1]

### バス路線
全但バス
- 特急バス 大阪 - 湯村温泉 浜坂駅 ・ 神戸 - 城崎温泉間
- 生野駅裏
- 和田山駅・八鹿駅
- 神子畑
- アルバ・和田山病院

## 隣の駅
西日本旅客鉄道（JR西日本）
 播但線
生野駅 - 新井駅 - 青倉駅